# Liste der Monuments historiques in Les Fontenelles
Die Liste der Monuments historiques in Les Fontenelles führt die Monuments historiques in der französischen Gemeinde Les Fontenelles auf.

## Liste der Objekte
| Bezeichnung            | Beschreibung | Standort                      | Kennzeichnung | Schutzstatus | Datum | Bild |
| ---------------------- | --- | ----------------------------- | ------------- | ------------ | ----- | ---- |
| Hauptaltar             | Altartisch, Tabernakel, Exposition, Retabel, Baldachin und Gemälde; Holz, farbig gefasst und vergoldet, Ölfarbe auf Leinwand, 18. und 19. Jahrhundert | in der Kirche Ste-Anne (Lage) | PM25001659    | Classé       | 1970  |      |
| Maria-Rosenkranz-Altar | rechter Seitenaltar; Retabel und Gemälde; Holz, farbig gefasst und vergoldet, Ölfarbe auf Leinwand, 18. Jahrhundert                                   | in der Kirche Ste-Anne (Lage) | PM25000723    | Classé       | 1928  |      |
| Kanzel                 | Holz, teilweise vergoldet, 18. Jahrhundert | in der Kirche Ste-Anne (Lage) | PM25000724    | Classé       | 1928  |      |
| Josefsaltar            | linker Seitenaltar; Altartisch und Retabel; Holz, farbig gefasst und vergoldet, 18. Jahrhundert                                                       | in der Kirche Ste-Anne (Lage) | PM25000725    | Classé       | 1970  |      |